# Copa Latina (hockey sobre patines)
La Copa Latina de hockey sobre patines masculino fue una competición de hockey sobre patines que enfrentaba a las cuatro selecciones nacionales más potentes de la Europa latina (España, Portugal, Italia y Francia) . Estaba organizada por el Comité Europeo de Hockey sobre Patines (CERH, Comité Européen de Rink-Hockey).
El torneo se fundó en 1956 como competición entre selecciones absolutas, con sede rotativa entre los cuatro países, disputándose con este formato ocho ediciones, anualmente hasta 1963.
Después de veinticinco años sin disputarse, el torneo se refundó en 1987, siempre con sede en alguna ciudad portuguesa, y reservado a jugadores jóvenes (alternativamente sub-20 o sub-23).
Excepcionalmente en 2001, España no participó y fue invitada Alemania.
En 2006 se refundó nuevamente con un nuevo formato, la sede volvería a ser rotativa entre los cuatro países, se disputaría cada dos años y siempre con jugadores sub-23. La última edición disputada fue la vigesimonovena en 2018. Tras la suspensión de la edición de 2020 forzada por la pandemia de Covid-19 y a raíz de la reconversión del CERH en la nueva federación Word Skate Europe, se decidió que a partir de 2022 la competición pasara a ser el Campeonato europeo de hockey sobre patines Sub 23 masculino, abierto a la participación de todas las selecciones europeas de la categoría.

## Ganadores
| Ed   | Año                                | Sede                | Ganador  | 2.º puesto | 3.er puesto | 4.º puesto |
| ---- | ---------------------------------- | ------------------- | -------- | ---------- | ----------- | ---------- |
| 29.ª | 2018                               | Saint-Omer          | España   | Italia     | Francia     | Portugal   |
| 28.ª | 2016                               | Follonica           | Portugal | Italia     | España      | Francia    |
| 27.ª | 2014                               | Viana do Castelo    | Portugal | España     | Francia     | Italia     |
| 26.ª | 2012                               | Villanueva y Geltrú | España   | Portugal   | Francia     | Italia     |
| 25.ª | 2010                               | Coutras             | España   | Portugal   | Italia      | Francia    |
| 24.ª | 2008                               | Coímbra             | Portugal | España     | Italia      | Francia    |
| 23.ª | 2006                               | Viareggio           | España   | Portugal   | Italia      | Francia    |
|      | + Palmarés Joven (sub-20 a sub-23) |                     |          |            |             |            |
| 22.ª | 2004                               | Guimarães           | España   | Portugal   | Italia      | Francia    |
| 21.ª | 2003                               | Alcobaça            | Portugal | España     | Italia      | Francia    |
| 20.ª | 2002                               | Sintra              | Portugal | España     | Italia      | Francia    |
| 19.ª | 2001                               | Lourinhã            | Portugal | Francia    | Italia      | Alemania   |
| 18.ª | 2000                               | Ponta Delgada       | España   | Portugal   | Italia      | Francia    |
| 17.ª | 1999                               | Isla del Pico       | España   | Portugal   | Italia      | Francia    |
| 16.ª | 1998                               | Tavira              | Portugal | España     | Francia     | Italia     |
| 15.ª | 1997                               | Olhão               | España   | Portugal   | Francia     | Italia     |
| 14.ª | 1996                               | Portimão            | España   | Portugal   | Italia      | Francia    |
| 13.ª | 1995                               | Tavira              | España   | Portugal   | Italia      | Francia    |
| 12.ª | 1990                               | Anadia              | Italia   | Portugal   | España      | Francia    |
| 11.ª | 1989                               | Anadia              | Portugal | Italia     | España      | Francia    |
| 10.ª | 1988                               | Anadia              | Portugal | Italia     | España      | Francia    |
| 9.ª  | 1987                               | Anadia              | Italia   | Portugal   | España      | Francia    |
|      | + Palmarés selección absoluta.     |                     |          |            |             |            |
| 8.ª  | 1963                               | Bolonia             | España   | Portugal   | Italia      | Francia    |
| 7.ª  | 1962                               | Oporto              | Portugal | España     | Italia      | Francia    |
| 6.ª  | 1961                               | Barcelona           | Portugal | España     | Italia      | Francia    |
| 5.ª  | 1960                               | Nantes              | Portugal | España     | Italia      | Francia    |
| 4.ª  | 1959                               | Lisboa              | Portugal | España     | Italia      | Francia    |
| 3.ª  | 1958                               | Barcelona           | España   | Portugal   | Italia      | Francia    |
| 2.ª  | 1957                               | Bolonia             | Portugal | Italia     | España      | Francia    |
| 1.ª  | 1956                               | París               | Italia   | Portugal   | España      | Francia    |

### Victorias por países (ambas categorías)
| Países   | Ganadores |
| -------- | --------- |
| Portugal | 14        |
| España   | 12        |
| Italia   | 3         |

## Enlaces y referencias
1. ↑  http://www.record.xl.pt/Arquivo/interior.aspx?content_id=72562 (enlace roto disponible en Internet Archive; véase el historial, la primera versión y la última). Noticia (em português)
2. ↑  ↑ http://www.sienahockey.it/coppe/latina/coppalatina01.htm Copa Latina 2001

- Copa Latina en web de la CERH.
- Anuncio del inicio de la 5.ª Copa latina en hemeroteca (PDF) del Mundo Deportivo.

- Datos: Q3000825